# Roche (affluent de l'Alène)
Pour les articles homonymes, voir Roche (homonymie).
La Roche est une petite rivière française du département de la Nièvre, dans le massif du Morvan, affluent de la rive droite de l'Alène, et donc sous-affluent de l'Aron, qui est un affluent de la Loire.

## Géographie
La Roche prend sa source au sud du Mont Beuvray près du hameau de Pierrefitte ; elle passe au pied du village de Larochemillay, longe les hameaux de Saint-Gengoult, de Rivière et de Les Vernes pour déboucher à Tourny dans l'Alène. Elle coule entièrement dans la Communauté de communes entre l'Alène et La Roche. Sa longueur est de 19,4 kilomètres.

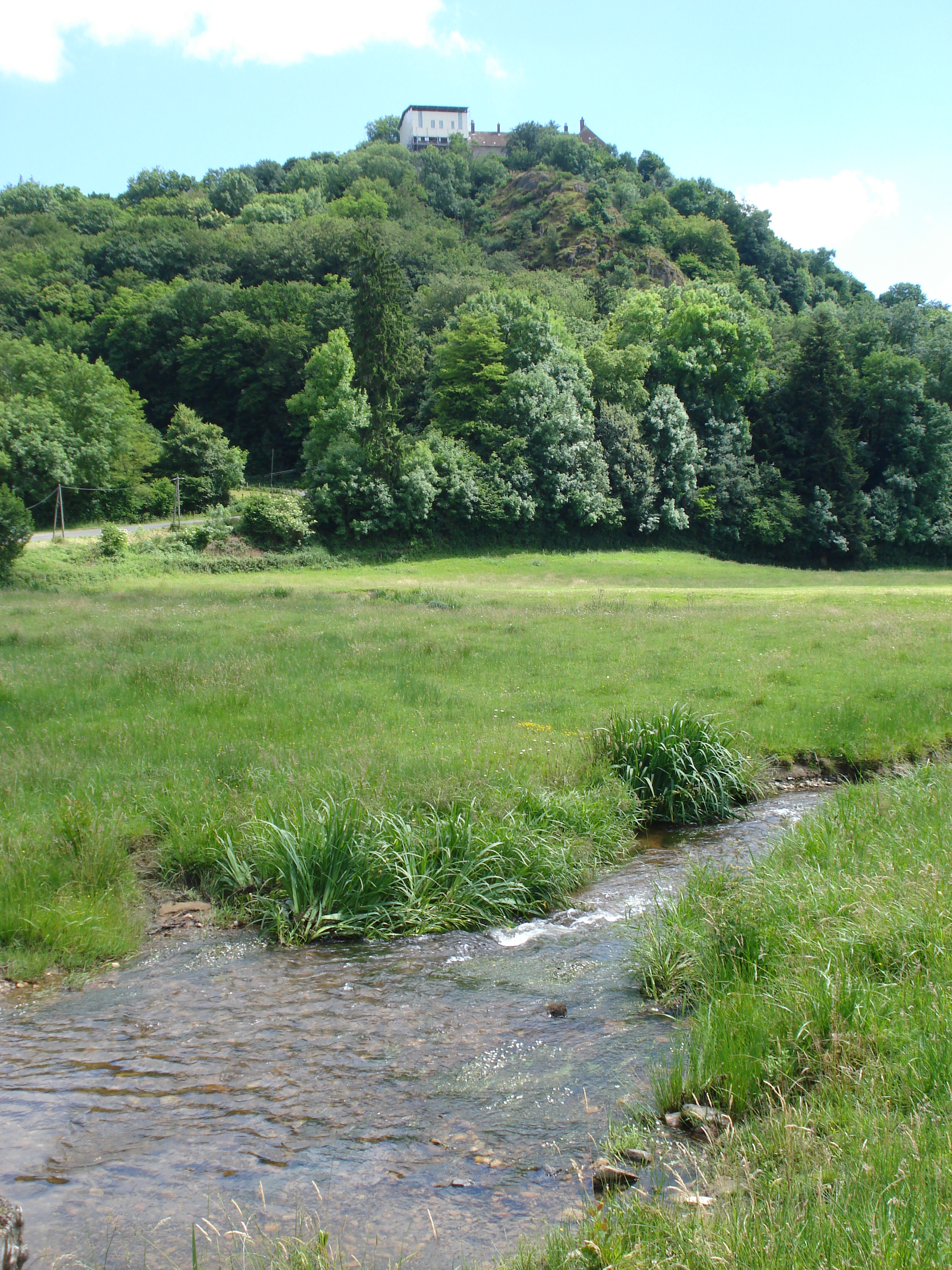
La Roche au pied de Larochemillay.
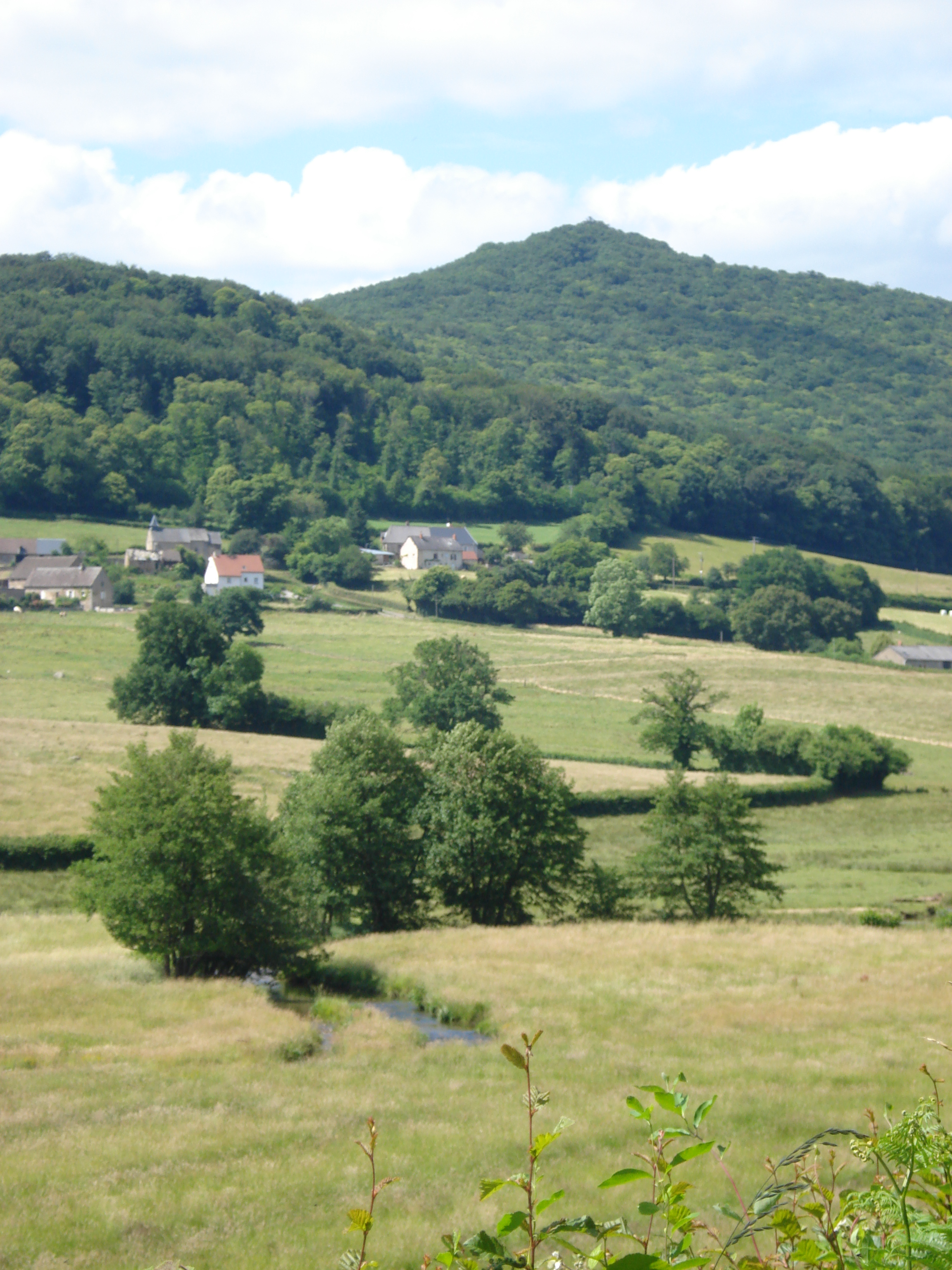
La Roche, le hameau de Saint-Gengoult et le mont Touleur.